# Aşağıkülecik, Tutak
Aşağıkülecik là một xã thuộc huyện Tutak, tỉnh Ağrı, Thổ Nhĩ Kỳ. Dân số thời điểm năm 2011 là 409 người.